# Escudo de Cieza (Cantabria)
El escudo de Cieza es uno de los símbolos del ayuntamiento de Cieza (Cantabria), junto a su bandera. Dicho escudo queda organizado de la manera siguiente: escudo de verde, un castillo y dos corzos apoyado en él, todo de oro. El escudo se timbra con la corona real española. El castillo hace referencia al que existió en Villasuso de Cieza y los corzos son alusivos a la Reserva regional de caza Saja, en la que se sitúa el término municipal.
El escudo fue adoptado en sesión plenaria celebrada por el ayuntamiento el día 22 de diciembre de 1994 siendo autorizada por el Consejo de Gobierno de Cantabria el día 4 de julio de 1996, previo informe favorable emitido por la Real Academia de la Historia, que propuso sustituir el color natural del castillo por oro, cambio aceptado por el ayuntamiento en sesión plenaria extraordinaria de 8 de junio de 1996.